# Pristimantis rufoviridis
Espèce
Synonymes
- Pristimantis viridis Valencia, Yánez-Muñoz, Betancourt-Yépez, Terán-Valdez & Guayasamin, 2011

Pristimantis rufoviridis est une espèce d'amphibiens de la famille des Craugastoridae.

## Répartition
Cette espèce est endémique d'Équateur. Elle se rencontre sans les provinces de Carchi et de Imbabura entre 1 874 et 2 237 m d'altitude.

## Description
Les mâles mesurent de 18,5 à 25,4 mm et les femelles de 26,5 à 31,8 mm.

## Publications originales
- Valencia, Yánez-Muñoz, Betancourt-Yépez, Terán-Valdez & Guayasamin, 2011 : Reemplazo del nombre Pristimantis viridis Valencia, Yánez-Muñoz, Betancourt-Yépez y Guayasamin, 2010. Avances en Ciencias e Ingeníerias. Sección B. Quito, vol. 3, no 1, p. B1 (texte intégral).
- Valencia, Yánez-Muñoz, Betancourt-Yépez, Terán-Valdez & Guayasamin, 2011 "2010" : Una llamativa nueva especie de Pristimantis (Anura: Terrana: Strabomantidae) de las estribaciones noroccidentales de los Andes de Ecuador. Avances en Ciencias e Ingeníerias. Sección B. Quito, vol. 2, no 3, p. B41-B45 (texte intégral).